# St. Peter und Paul (Neuhaus an der Pegnitz)

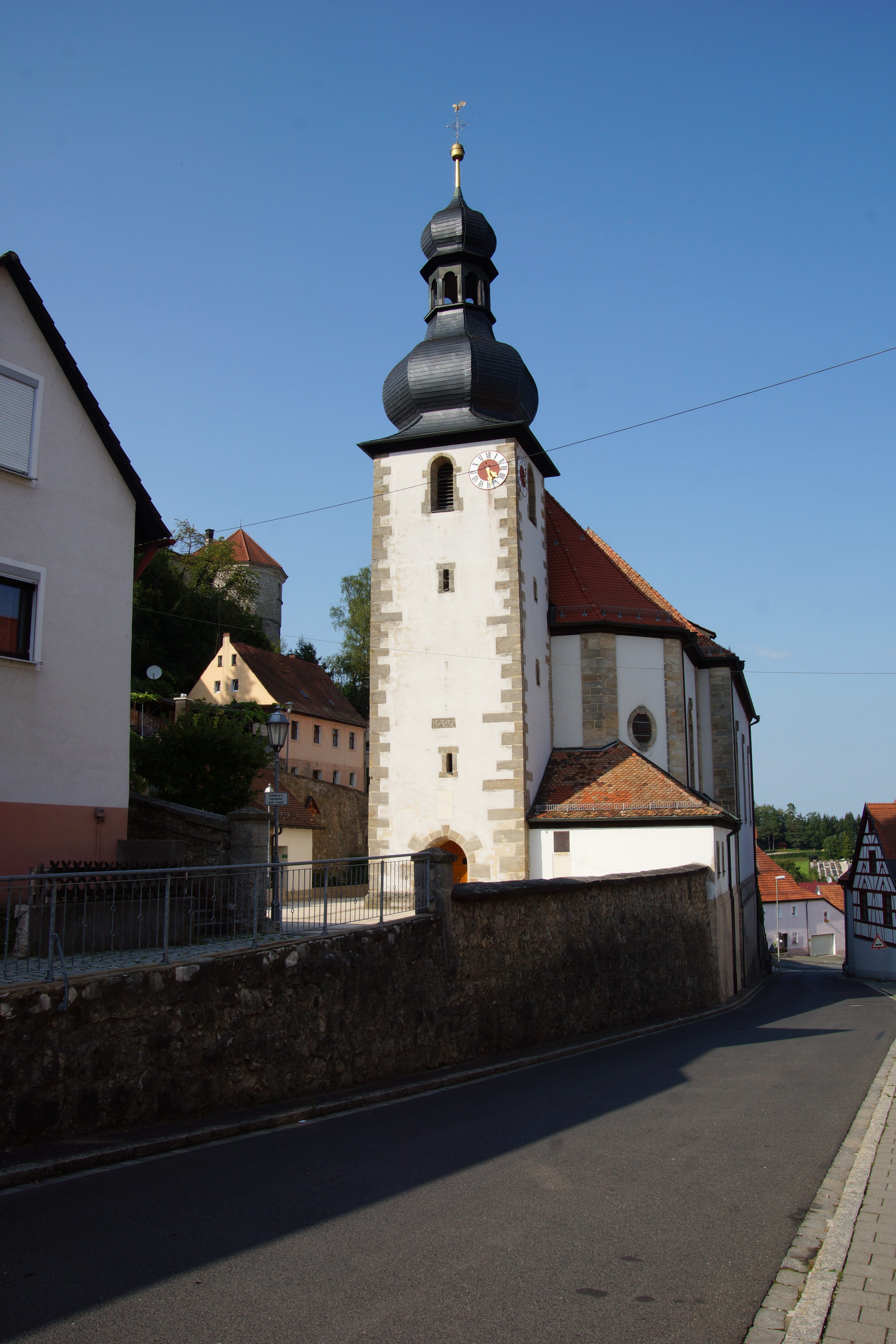
St. Peter und Paul (Neuhaus an der Pegnitz)

Die römisch-katholische, denkmalgeschützte Pfarrkirche St. Peter und Paul steht in Neuhaus an der Pegnitz, einem Markt im Landkreis Nürnberger Land (Mittelfranken, Bayern). Das Bauwerk ist unter der Denkmalnummer D-5-74-140-8 als Baudenkmal in der Bayerischen Denkmalliste eingetragen. Die Pfarrei gehört zum Seelsorgebereich Auerbach-Pegnitz im Dekanat Bayreuth des Erzbistums Bamberg.

## Beschreibung
Die 1765/66 gebaute Saalkirche besteht aus einem Langhaus, einem eingezogenen, polygonal abgeschlossenen Chor und einem Kirchturm im Süden, dessen untere Geschosse vom Chorturm des Vorgängerbaus von 1497 stammen. Das oberste Geschoss des mit einer schiefergedeckten Welschen Haube bedeckten Kirchturms beherbergt die Turmuhr und den Glockenstuhl.
Der 1766 gebaute Hochaltar wird vier Säulen aus Stuckmarmor getragen. Statt eines Altarretabels besitzt er ein überlebensgroßes Altarkreuz. Rechts und links wird der Altar von den holzgeschnitzten Statuen des Petrus und des Paulus flankiert, die das Patrozinium innehaben.
Die Deckenmalerei im Chor weist auf die sieben Sakramente hin.
Das Taufbecken stammt aus dem 17. Jahrhundert. Im Chorbogen hängt ein Marienbildnis, das um das Jahr 1500 entstanden ist.